# Jávor Tibor
Jávor Tibor, születési és 1936-ig használt nevén Jakabovics Tibor (Debrecen, 1926. április 10. – Budapest, 2007. április 4.) belgyógyász, gasztroenterológus, farmakológus, egyetemi tanár, az orvostudományok kandidátusa (1957), doktora (1968).

## Élete
Jakabovics Jenő (1879–1939) állampénztári tanácsos és Rosenfeld Hermina (1895–1944) gyermekeként született zsidó polgári családban. Középiskolai tanulmányait 1936 és 1944 között a Debreceni Kegyestanítórendi Római Katolikus Calasanzi Szent József Gimnáziumban végezte. 1944 nyarán édesanyját és fivérét, Istvánt (1931–1944) auschwitzba deportálták, ahol mindkettőjüket meggyilkolták. Őt behívták munkaszolgálatra, és súlyos lábsérüléssel tért vissza Debrecenbe. 1951-ben a Debreceni Orvostudományi Egyetemen szerzett summa cum laude minősítéssel általános orvosi oklevelet. 1951 és 1954 között a Szegedi Orvostudományi Egyetem I. sz. Belgyógyászati Klinikáján Hetényi Géza aspiránsa, 1954 és 1958 között a klinika egyetemi tanársegéde volt. 1958-ban belgyógyászatból szakorvosi vizsgát tett. 1958 és 1962 között a Debreceni Orvostudományi Egyetem II. sz. Belgyógyászati Klinikájának adjunktusa, 1962 és 1968 között egyetemi docense volt. 1958-ban két hónapig Moszkvában és Leningrádban tanulmányúton vett részt. 1964-ben hat hónapot WHO-ösztöndíjasként Birminghamben töltött. 1968. július 1-től 1993. június 30-ig a Pécsi Orvostudományi Egyetem I. sz. Belgyógyászati Klinikájának tanszékvezető egyetemi tanára volt. Utolsó éveit feleségével a Budapesti Autonóm Ortodox Izraelita Hitközség Szeretetotthonában töltötte.

### Családja
1949. január 18-án Debrecenben kötött házasságot.
Felesége Terner Kornélia (1929–2012) fogorvos, egyetemi docens, holokauszt-túlélő, Terner László és Rosenfeld Fáni lánya volt. Tizenötévesen deportálták. Nagyanyja, édesanyja és egyik nagynénje a holokauszt áldozata lett.
Fia Jávor István (1954–2017) szociológus, kandidátus.

## Társasági tagságai
- MTA Élettani Bizottsága titkára (1960-ig)
- MTA–TMB Klinikai Szakbizottsága tagja
- Magyar Gasztroenterológiai Társaság elnöke (1980–1990)
- Magyar Farmakológiai Társaság és a Magyar Élettani Társaság vezetőségi tagja (1964–1994)
- Acta Medica és a Clinical Pharmacology Research című nemzetközi folyóiratok szerkesztőbizottságának tagja

## Művei
- A fibrinogén antigén tulajdonságai. Többekkel. (Kísérletes Orvostudomány, 1950, angolul: Acta Physiologica, 1950)
- A Röntgen-sugár hatása a diphteria toxinra. Többekkel. (Kísérletes Orvostudomány, 1951)
- A fibrinogén emlősspecifitása. Többekkel. (Kísérletes Orvostudomány, 1952)
- Novocainazoprotein und Novocainallergie. Többekkel. (Acta Physiologica, 1953)
- Új demonstratív eljárás kutyák gyomrának in vivo tanulmányozására. Varró Vincével. (Kísérletes Orvostudomány, 1955, angolul: Gastroenterology, 1955)
- Vizsgálatok a gyomor kórélettana köréből. A gyomorszekréció és neutrálvörös excretio mechanizmusa. Kandidátusi értekezés. (Szeged, 1957)
- Az atophan-fekéllyel kapcsolatos vizsgálatok. Varró Vincével. (Kísérletes Orvostudomány, 1957, angolul: Gastroenterology, 1957)
- Rheopyrin okozta gyomorvérzés. Bencze Györggyel. (Orvosi Hetilap, 1957)
- Neutrálvörös alkalmazása a gyomornyálkahártya csökkent secretios képességének kimutatására. Varró Vincével. (Kísérletes Orvostudomány, 1959, angolul: Excretion of Neutralred into the Stomach. Gastroenterology, 1958)
- Neutrálvörös kiválasztása a gyomorban. Varró Vincével. – Kutyák phenylbutazon okozta kísérletes gyomorfekélye. Csernay Lászlóval, Varró Vincével. (Kísérletes Orvostudomány, 1959, angolul: Gastroenterology, 1959)
- A vékonybél-biopsziáról. – Melanosis coli. Krisztinicz Ivánnal, Simárszky Jánossal. (Orvosi Hetilap, 1960)
- Májártalom hatása a Shay-fekélyre patkányon. Haraszti A.-val, Hegedűs Andrással. (Kísérletes Orvostudomány, 1961, angolul: The Effect of Liver Injury on the Shay Ulcer in Rat. (Gastroenterology, 1961)
- Műtéti eljárás chronicus belső epesipoly készítésére kutyán. Kiss Lajossal, Nagy Györggyel. (Kísérletes Orvostudomány, 1961)
- A has diagnosztikája és a tápcsatorna vizsgálata. – A máj, az epeutak és a hasnyálmirigy diagnosztikája. (Belgyógyászati diagnosztika. Szerk. Petrányi Gyula. Budapest, 1961, 6. átdolgozott kiadás. 1983, 7. átdolgozott kiadás. 1988)
- A gyomorrák és a gyomorsecretio közötti összefüggésről. Fodor Endrével. (Magyar Sebészet, 1962)
- A savsecretio szerepe a kísérletes phenylbutazon-fekély pathogenezisében. Többekkel. – Műtéti eljárás kanülözhető belső hasnyálsipoly készítésére kutyán. Kapusz Nándorral, Nagy Györggyel. (Kísérletes Orvostudomány, 1962)
- A choledochus lekötés hatása patkányok gyomorfekélyére. Györffy Árpáddal. (Kísérletes Orvostudomány, 1963)
- A chronicus multiplex tüdőembolisatio kórképe. Györffy Árpáddal. (Orvosi Hetilap, 1963. 21.)
- Biopsziás eljárások a vékonybél betegségeinek diagnózisában. (Orvosképzés, 1964)
- A piramid klinikofarmakológiai elemzése. Mózsik Gyulával. (Magyar Belorvosi Archívum, 1965)
- A parasymatholyticumok klinikofarmakológiája. Többekkel. (MTA Orvostudományok Osztálya Közleményei, 1965, angolul: Acta Medica, 1965)
- A gyomorsecretio enteralis fázisának jelentősége a gyomorfekély keletkezésében patkányon. Dobi Sándorral, Györffy Árpáddal. – Kaloriméterszonda alkalmazása a gyomornyálkahártya vérellátásának vizsgálatában. Novák D.-vel, Worum Ferenccel. (Kísérletes Orvostudomány, 1965)
- A gyomornedv aciditása és a gyomorrák közötti kapcsolat. (Orvosi Hetilap, 1965. 8., angolul: The Correlation between the Gastric Acidity and Gastric Cancer. Acta Medica, 1965)
- A gyomor ürülésének vizsgálata. Dobi Sándorral, Györffy Árpáddal. (Orvosi Hetilap, 1965. 39.)
- Az atrum-pylorus-duodenum szerepe a gyomorsecretioban patkányon. Többekkel. – Különböző cukrok ürülése a gyomorból. Dobi Sándorral, Györffy Árpáddal. (Kísérletes Orvostudomány, 1966)
- A gyomor szekréciójának, ürülésének és vérellátásának jelentősége a fekélybetegségben. Doktori értekezés. (Debrecen, 1967)
- Krónikus betegségek gondozása. Többekkel. (Budapest, 1967)
- Autoimmunitás krónikus májbetegségben. 1–2. Többekkel. (Orvosi Hetilap, 1972. 17. és 20.)
- Az ulcus pepticum kutatás tíz éve Magyarországon. 1960–1970. Szimpózium. Pécs, 1971. jan. 8–9. Előadások. Szerk. Mózsik Gyulával. (Budapest, 1973)
- Therápiás tapasztalatok krónikus aktív hepatitisben és aktív cirrhosisban. Többekkel. (Orvosi Hetilap, 1973. 52.)
- A klinikai orvostudomány oktatásának reformtörekvései. (Felsőoktatási Szemle, 1974)
- A köpet és a szérum immunoglobulin szintje immundeficienciával járó haematológiai kórképekben. Többekkel. (Orvosi Hetilap, 1974. 7.)
- A gyógyszerek okozta hepaticus enzyminductio klinikai jelentőségéről. (Orvosi Hetilap, 1974. 26.)
- A nemkívánt gyógyszerhatások vizsgálata. Gógl Árpáddal, Simon Kornéllal. (Orvosi Hetilap, 1974. 33.)
- Az egyszeri intravénásan adott, nagy dózisú – 30,0–600,0 mg – atropin hatása az emberi gyomorsecretióra. Többekkel. (Orvosi Hetilap, 1974. 35.)
- Genetikusan determinált, latens enzimopathiák manifesztté válása gyógyszeres kezelés következtében. Többekkel. (Orvosi Hetilap, 1975. 9.)
- Digitalis intoxicatio korai kimutatásának lehetőségei klinikai körülmények között. Beró Tamással, Bódis Lóránttal. (Orvosi Hetilap, 1975. 31.)
- Haematológiai jegyzet. Szerk. Patakfalvi Alberttel, Terner Kornéliával. (A POTE kiadványa. Pécs, 1976)
- Progress in Peptic Ulcer. Proceedings of the Conference on Experimental Ulcer. Parádsasfürdő, 1976. jún. 21–22. Szerk. Mózsik Gyulával. (Budapest, 1976)
- Exogén induktorok a hepatikus porphyriák klinikai tüneteinek megjelenésében. Többekkel. (Orvosi Hetilap, 1976. 24.)
- Az intézeti észlelés szerepe a gyógyszermellékhatások okozta ártalmak csökkentésében. Gógl Árpáddal, Simon Kornéllal. (Orvosi Hetilap, 1976. 29.)
- Gyógyszerkinetikai vizsgálatok nagydózisú – 70–920 mg – atropin adása során. Többekkel. (Orvosi Hetilap, 1976. 33.)
- Citosztatikumok mellékhatása a szájnyálkahártyán. Balázs Mihállyal, Terner Kornéliával. (Orvosi Hetilap, 1977. 47.)
- A malabsorptiós syndromával kapcsolatos újabb ismereteink. (Orvosi Hetilap, 1978. 34.)
- A digoxin felszívódásának vizsgálata különböző aetiológiájú malabsorptiós kórképekben. Többekkel. (Orvosi Hetilap, 1979. 25.)
- A belgyógyászati fekvőbeteg intézeti gyógyszermellékhatások elemzésének tanulságai. Többekkel. (Orvosi Hetilap, 1980. 6.)
- Klinikai farmakológia. Egyetemi segédtankönyv. (Budapest, 1980, 2. javított kiadás. 1985)
- Gastrointestinal Defence Mechanisms. Proceedings of the Satellite Symposium of the 28. International Congress of Physiological Sciences. Szerk. Hänninen, Osmóval és Mózsik Gyulával. (Advances in Physiological Sciences. 29. Budapest–Oxford [etc.], 1981)
- Az orvostanhallgatók és az orvosok klinikofarmakológiai tájékozottsága. Többekkel. (Népegészségügy, 1981)
- Testsúlyvesztés jejuno-ilealis bypassműtét után. Beró Tamással, Pongrácz Gyulával. (Orvosi Hetilap, 1981. 36.)
- B12 vitamin malabszorpció jejuno-ilealis bypassműtét után. Beró Tamással, Pongrácz Gyulával. (Orvosi Hetilap, 1981. 38.)
- Pellagra mint az idült alkoholizmus ritka tünete. Többekkel. (Orvosi Hetilap, 1982. 16.)
- A táplálkozástudomány helyzete és feladatai Magyarországon. A Magyar Táplálkozástudományi Társaság 1981. aug. 23–25. között Pécsett megrendezett VIII. vándorgyűlésének anyaga. Előadások. Szerk. Mózsik Gyulával, Szakály Sándorral. (Budapest, 1983)
- A multicentrikus vizsgálat szociológiai aspektusai. Jávor Istvánnal. (Orvosképzés, 1983)
- Kután porfiria megjelenése Rotor-szindrómában. Többekkel. (Orvosi Hetilap, 1983. 10.)
- Értékelési problémák és etikai kérdések a gasztroenterológiai betegek klinikai farmakológiai vizsgálata folyamán. A Klinikai Farmakológiai Szekció tudományos ülése. Balatonaliga, 1985. máj. 7. Szerk. Nagy Lajossal. (Budapest, 1985)
- A klinika célrendszere. Jávor Istvánnal. (Egészségügyi Gazdasági Szemle, 1985)
- A gastrointestinalis tractus transmucosalis potenciáldifferenciájának mérése. Rácz Istvánnal, Téri Nórával. (Orvosi Hetilap, 1985. 42.)
- Research on Dietary Fibres. A Joint Study of Medicine, Nutrition and Industry. Proceedings of the Symposium on the Possibilities of the Chemical Determination of the Dietary Fibres and Their Nutritional and Dietetic Roles. Szerk. Mózsik Gyulával, Ruzsa Csabával. (Bp., 1986)
- A gyomornyálkahártya endogén prosztaglandin E2-szintjének vizsgálata gyomorfekélyes betegekben. Rácz István, Téri Nórával. (Orvosi Hetilap, 1986. 21.)
- A renovascularis hypertonia aktív kezelési eljárásainak összehasonlító elemzése. Többekkel. (Orvosi Hetilap, 1986. 41.)
- Myeloma multiplexben szenvedő betegeink adatelemzése 1977–1985 között. Többekkel. (Orvosi Hetilap, 1987. 6.)
- Paraproteinaemiás betegek liquorában található kóros fehérjék kimutatása és szerepe a klinikai tünetek kialakulásában. Többekkel. (Orvosi Hetilap, 1987. 35.)
- The Short Term Comparative Study of Antiulcer Drugs with Different Modes of Action in Duodenal Ulcer Patients. Többekkel. (Acta Physiologica, 1988)
- Immunmodulációs kezelés krónikus B hepatitisben. Az isoprinosine és a levamisol hatása. Többekkel. (Magyar Belorvosi Archívum, 1989)
- Gasztroenterológia-hepatológia. A gasztrointesztinális traktus és a máj betegségeinek gyógyszeres kezelési elvei és gyakorlata. Monográfia. Pár Alajossal. Gyógyszeres terápia. Budapest, 1993
- Székrekedés. Az obstipatio megelőzése és kezelése. Ill. Roth István. Háziorvosi kiskönyvtár. Budapest, 1994
- Gyomormikrovérzés vizsgálata nemszteroid gyulladásgátlók alkalmazása után. Többekkel. (Gyógyszereink, 1994)
- Neopanpur és Kreon összehasonlító vizsgálata. Beró Tamással. (Orvosi Hetilap, 1994. 1.)
- Hashajtók. A székrekedés gyógyszeres terápiája. (Gyógyszereink, 1997)
- Vitaminkalauz. Miért van szükségünk vitaminokra, ásványi anyagokra, nyomelemekre és rostokra? Miből, mikor, mennyit? Szerk. Budapest, 1998
- A székrekedés étrendi kezelése. A betegség okai, megelőzési és kezelési lehetőségei, életmódra vonatkozó orvosi tanácsok, receptek, táblázatok. Papp Ritával. Diétás szakácskönyvek. Budapest, 1999
- A bélbetegségek és étrendi kezelésük. Tünetek, megelőzési és kezelési lehetőségek, receptek, gyakorlati tanácsok, táblázatok. Diétás szakácskönyvek. Budapest, 2000, 2. kiadás. 2002
- Vitaminok, ásványi anyagok, rostok. Moser Györgynével. Diétás szakácskönyvek. Budapest, 2001
- Máj- és epebetegségek, étrendi kezelésük, kiváltó okok, tünetek, megelőzési és kezelési lehetőségek. Lindwurm Györgynével. Diétás szakácskönyvek. Budapest, 2001
- Gyomorpanaszok. A nyelőcső és a gyomor betegségei, tanácsok, étrend, receptek. Lindwurm Györgynével. Az ábrákat Székely Bence készítette. Képzett betegek könyve. Budapest, 2001
- Az időskor és étrendje. Életmódbeli és étrendi tanácsok az érintetteknek és hozzátartozóiknak. Moser Györgynével, Terner Kornéliával. Diétás szakácskönyvek. Budapest, 2002
- A zsíranyagcsere és az étrend. A zsíranyagcsere zavarai, hiperlipoproteinémiák, testsúlyszabályozás, fogyókúra, érelmeszesedés, szívinfarktus. Moser Györgynével. (Diétás szakácskönyvek. Budapest, 2002)
- A gyógyítás etikája. Budapest, 2003

### Fordításai
- Comac, Linda–Lane, I. William: A cápa nem rákos. A cápaporc terápiás alkalmazása. Ford. (Öngyógyítás sorozat. Budapest, 1993)
- Trikett, Shirley: Gyomorkontroll. Gyakorlati tanácsok a panaszmentes emésztéshez. Ford. (Öngyógyítás sorozat. Budapest, 1994)
- Hunter, Maureen–Shaw, Clare: Rákbetegek diétáskönyve. Több mint 100 recept, mely segít az étkezési nehézséget leküzdeni és az egészséget helyreállítani. Ford. (Diétás szakácskönyvek. Budapest, 1995)
- Eicher, Wolf: Szexuális harmónia fiatalkortól időskorig. Információk és tanácsok. Ford. (Betegségmegelőzés – egészség. Budapest, 1996)
- Ridgway, Judy: Vitaminok és ásványi anyagok. Reformkonyha: állandó frissesség, kiváló életminőség, hosszú élet. Ford. (Diétás szakácskönyvek. Budapest, 1996)
- Grischke, Eva-Maria: Női vizelettartási problémák. Információk és tanácsok. Ford. (Betegségmegelőzés – egészség. Budapest, 1996, 2. kiadás. 2000)
- Jones, Shirley R.: Etika a szülésznői tevékenységben. Ford. (Budapest, 1997)
- Vallerand, April: Gyógyszertan ápolók részére. Ford. (Nővér Könyvek. Budapest, 1999)
- Christ, Mary Ann–Hohloch, Faith: Az idős betegek ápolása. Ford. (Nővér Könyvek. Budapest, 1999)
- Täschner, Karl-Ludwig: Kemény drogok, lágy drogok. Ford. (Budapest, 2000)
- Winstanley, Peter–Walley, Tom: Farmakológia. Klinikai alapismeretek az integrált orvosképzésben, önértékelő kérdésekkel. (Budapest, 2000)
- Német–magyar, magyar–német orvosi szótár. Szerk. Unseld, Dieter Werner. Ford. J. T. (Budapest, 2003)

## Díjai, elismerései
- Munka Érdemrend arany fokozata (1986)
- Hetényi Géza-emlékérem (1970)
- Kiváló orvos (1979)
- Tangl Ferenc-emlékérem (1982)
- Pro Optimo Merito in Gastroenterologia Emlékérem (1986)
- Issekutz Béla-emlékérem (1994)